# Горный энциклопедический словарь
Горный энциклопедический словарь (укр. Гірничий енциклопедичний словник) — специализированный энциклопедический словарь на украинском языке, посвящённый горной науке и технике. По сути первая украинская горная энциклопедия. Автор идеи и руководитель проекта, председатель редакционной коллегии — д.т. н., профессор Владимир Стефанович Белецкий.
Словарь содержит 12 700 статей. В 2 раза больше по количеству терминов, чем последнее 5-томное издание «Горной энциклопедии» (1980—1984 годов).
В 1-м и 2-м томах представлена информация, отражающая мировой опыт поиска, разведки, добычи и первичной переработки всех видов минерального сырья, научные аспекты образования и размещения полезных ископаемых в недрах, вопросы охраны труда, горного законодательства, охраны окружающей среды при эксплуатации недр.
3-й том содержит систематическую информацию о бассейнах, крупнейшие месторождения полезных ископаемых, описания территорий стран, континентов, океанов как объектов горной науки и практики, сведения об отечественных и зарубежных производственных объединениях и фирмах, работающих в горной промышленности, горном машиностроении, а также данные об институтах, университетах, научно-производственных и общественных организациях горного профиля.
Термины в словаре представлены на украинском, русском, английском и немецком языках. Описание терминов выполнено на украинском языке. Особенно важные статьи имеют развёрнутый характер. Статьи типизированные, применена система ссылок.
| № тома  | Буквы | Количество терминов (статей) | Количество страниц (цветных вставок) | Формат страницы | Тираж | Год издания |
| Том № 1 | А — К | ок. 5000                     | 512 (8)                              | 200*260 мм      | 1000  | 2001        |
| Том № 2 | Л — Я | ок. 6000                     | 632 (8)                              | 200*260 мм      | 1000  | 2002        |
| Том № 3 |       | ок. 1200                     | 752 (8)                              | 200*260 мм      | 1000  | 2004        |

Горный энциклопедический словарь по структуре, построению статей, их типизации, объёму — по сути исторически первая украинская горная энциклопедия, где представлена сбалансированная национальная терминосистема в горной отрасли. Одновременно — это этапный проект, который задуман как основа для дальнейшей работы — «Малой горной энциклопедии».

## Дополнительная информация
- Т.І. Березюк, О. С. Іщенко, Р. В. Пилипчук, О. В. Савченко, Н. М. Фещенко, А.І. Шушківський ЗДОБУТКИ УКРАЇНСЬКОЇ ЕНЦИКЛОПЕДИСТИКИ: КОРОТКА ХАРАКТЕРИСТИКА НАЙВАЖЛИВІШИХ ВИДАНЬ // Інститут енциклопедичних досліджень НАН України
- Valentyna Sobol. Plenary Session of the Shevchenko Scientific Society in Lviv on 26 March 2016. Презентація проекту «Гірнича енциклопедія» на науковій есії НТШ-2016 у Львові. // Studia Polsko – Ukrainskie. Tom 3/2016 Архивная копия от 11 февраля 2017 на Wayback Machine